# Final da Liga Europa da UEFA de 2015–16
A Final da Liga Europa da UEFA de 2015–16 foi o jogo final da Liga Europa da UEFA de 2015–16, a 45ª edição do torneio, anualmente organizado pela UEFA, a sétima desde que a Copa da UEFA foi renomada para Liga Europa. Foi disputado no St. Jakob-Park em Basileia, Suíça, em 18 de maio de 2016, entre o Liverpool da Inglaterra e o Sevilla da Espanha. Sevilla ganhou por 3 a 1 e se tornou no primeiro time da história a conquistar a Copa da UEFA/Liga Europa três vezes seguidas.
O Sevilla ganhou o direito de disputar a Supercopa da UEFA contra o Real Madrid, vencedor da Liga dos Campeões da UEFA de 2015–16, além de garantir vaga na fase de grupos da Liga dos Campeões de 2016–17.

## Local
O St. Jakob-Park, foi anunciado como sede da final na reunião do Comité Executivo da UEFA, em Nyon, na Suíça, em 18 de setembro de 2014.

## Pré-jogo

### Embaixador
O ex-jogador da Suíça e do Basel Alexander Frei, foi nomeado como embaixador para a final.

### Logotipo
A UEFA revelou a identidade visual da final em 28 de agosto de 2015.

## Transmissão
O jogo foi transmitido internacionalmente e as seguintes emissoras confirmaram transmissão:
| Brasil   | 15h45 | Cabo/Satélite/Streaming (paga): ESPN Brasil e Fox Sports |
| Portugal | 19h45 | Cabo/Satélite/Streaming (gratis): SIC                    |

## Partida
| 18 de maio de 2016 | Liverpool     | 1 – 3     | Sevilla                     | St. Jakob-Park, Basileia                    |
| 20:45 (UTC+2)      | Sturridge 35' | Relatório | Gameiro 46' · Coke 64', 70' | Público: 34 429 Árbitro: SWE Jonas Eriksson |

| Liverpool | Sevilla |

| LIVERPOOL:   |    |                   |       |     |
|              |    |                   |       |     |
| G            | 22 | Simon Mignolet    |       |     |
| LD           | 2  | Nathaniel Clyne   | 90+4' |     |
| Z            | 6  | Dejan Lovren      | 30'   |     |
| Z            | 4  | Kolo Touré        |       | 82' |
| LE           | 18 | Alberto Moreno    |       |     |
| M            | 7  | James Milner      |       |     |
| M            | 23 | Emre Can          |       |     |
| A            | 20 | Adam Lallana      |       | 73' |
| A            | 11 | Roberto Firmino   |       | 69' |
| A            | 10 | Philippe Coutinho |       |     |
| A            | 15 | Daniel Sturridge  |       |     |
| Substitutos: |    |                   |       |     |
| G            | 52 | Danny Ward        |       |     |
| Z            | 37 | Martin Škrtel     |       |     |
| M            | 14 | Jordan Henderson  |       |     |
| M            | 21 | Lucas             |       |     |
| M            | 24 | Joe Allen         |       | 73' |
| A            | 9  | Christian Benteke |       | 82' |
| A            | 27 | Divock Origi      | 72'   | 69' |
| Treinador:   |    |                   |       |     |
| Jürgen Klopp |    |                   |       |     |

| SEVILLA:     |    |                        |     |       |
|              |    |                        |     |       |
| G            | 31 | David Soria            |     |       |
| LD           | 25 | Mariano                | 84' |       |
| Z            | 3  | Adil Rami              | 77' | 78'   |
| Z            | 6  | Daniel Carriço         |     |       |
| LE           | 18 | Sergio Escudero        |     |       |
| M            | 4  | Grzegorz Krychowiak    |     |       |
| M            | 15 | Steven N'Zonzi         |     |       |
| A            | 23 | Coke                   |     |       |
| M            | 19 | Éver Banega            | 57' | 90+3' |
| A            | 20 | Vitolo                 | 56' |       |
| A            | 9  | Kevin Gameiro          |     | 89'   |
| Substitutos: |    |                        |     |       |
| G            | 1  | Sergio Rico            |     |       |
| Z            | 5  | Timothée Kolodziejczak |     | 78'   |
| Z            | 21 | Nicolás Pareja         |     |       |
| M            | 8  | Vicente Iborra         |     | 89'   |
| M            | 14 | Sebastián Cristóforo   |     | 90+3' |
| M            | 22 | Yevhen Konoplyanka     |     |       |
| A            | 24 | Fernando Llorente      |     |       |
| Treinador:   |    |                        |     |       |
| Unai Emery   |    |                        |     |       |

| Regras - 90 minutos - 30 minutos de prorrogação se necessário - Disputa por pênaltis se for necessário |